# Harry Booysen
Harry Booysen (* 1943) ist oder war ein südafrikanischer (südwestafrikanischer) Politiker und Geistlicher.
Booysen ist oder war ein Pastor des pfingstlerischen Netzwerkes Gospel Outreach. Als Mitglied der Labour Party (LP) war Booysen von Januar 1989 bis zum 28. Februar 1989 Vorsitzender der Übergangsregierung der nationalen Einheit im heutigen Namibia. Er besetzte auch zeitweilig die Portfolios für Verkehr und Transport bzw. Finanzen und Regierungsangelegenheiten.